# 金色琴弦
《金色琴弦》是一款日本的單機平台電玩遊戲，由光榮公司製作，漫畫家吳由姬擔任角色設計。最初Windows98/Me/2000/XP版於2003年9月19日發行，是光榮「新羅曼史系列」（Neo Romance Series）中繼安琪莉可及遙遠時空後，所發行的第三套全年齡女性向戀愛模擬遊戲。以浪漫的古典樂樂曲為遊戲題材，和前兩部作品相比，故事中所具備的戀愛要素與劇情分枝更為豐富，因故事複雜性提高而更加耐玩。此外，分別於2004年與2005年移植到PS2跟PSP平台，兩版本各有增加全新要素。
同時擔任本作角色設定的漫畫家吳由姬所繪製的漫畫版本，亦於日本漫畫雜誌LaLa2003年10月號開始連載，由白泉社發行單行本。電視動畫也在日本從2006年10月起播放到2007年3月結束，全25集+1SP。台灣從2008年5月29日起週一至週五晚間9點於Animax頻道播出，並聘請星光二班的林宜融擔任代言人。
PS2《金色琴弦2》已在2007年3月15日發行，遊戲中也追加兩位新角色。
PSP《金色琴弦2f》增加一位男角。于2009年2月26日（日本時間）發行。

## 遊戲列表
- 金色琴弦 Windows98/Me/2000/XP（金色のコルダ Win） -- 2003年9月19日發售。
  - 金色琴弦 PS2（金色のコルダ PS2） -- 2004年3月18日發售。
  - 金色琴弦 Windows復刻廉價版（KOEI The Best ） -- 2005年8月26日發售。
  - 金色琴弦 PSP（金色のコルダ PSP） -- 2005年11月10日發售。
  - 金色琴弦 PS2復刻廉價版（KOEI The Best ） -- 2006年3月30日發售。
  - 金色琴弦 PSP復刻廉價版（KOEI The Best ）-- 2006年11月9日發售。
- 金色琴弦2 PS2（金色のコルダ2 PS2） -- 2007年3月15日發售。
  - 金色琴弦2～Encore～ PS2（金色のコルダ2～Encore～ PS2） -- 2007年9月4日發售。
- 金色琴弦2f（forte） PSP（金色のコルダ2f（フォルテ） PSP）-- 2009年2月26日發售。
  - 金色琴弦2f（forte）～Encore～ PSP（金色のコルダ2f（フォルテ）～Encore～ PSP）-- 2009年8月20日發售。
- 金色琴弦3  PSP/PS2（ PSP/PS2）-- 2010年2月25日發售。
  - 金色琴弦3 全語音 Special PSP （ PSP）-- 2013年9月19日發售。

## 故事內容
故事以現代學園為背景，星奏學院是一所分有普通科和音樂科的高中。兩個學部有著極大的分別，無論校舍、校服、課程都各自為政。修讀普通科的日野香穗子是個平凡的女孩子，充滿陽光氣息，無論遇到事情也會率直面對。一日她意外的看見音樂精靈利利，任性的利利便趁香穗子迷迷糊糊時把魔法小提琴強行送予她，並軟硬兼施逼使她參加學校的音樂演奏會。這個小提琴的特點是使用者不需任何技術都可以演奏出美妙的音樂，但使用者的心情需與小提琴共鳴才能彈奏。而一起參加比賽的其他五位成員都是來自音樂科的精英，其他無法參賽的音樂科學生對於香穗子這個普通科學生的加入也大感不忿。而同時要保守魔法小提琴的秘密對坦率的香穗子亦十分困擾煩惱。
漫畫版的劇情中，在只學了小提琴七天的情況下，香穗子意外揭穿臨時的鋼琴伴奏想要蓄意失蹤的計謀，香穗子只好硬著頭皮沒有伴奏的情況下表演，最後幸運地得到土浦的幫助才沒有失禮於人前，但因為只是臨時組合表演水準差強人意。不過可幸的是音樂科的同學開始接受她，也使得土浦成為第七位參賽者。
遊戲初代的主要過程是要玩家在每回比賽前的期間，限時內於校園中找尋樂譜跟詮釋方法的音樂精靈，並加強練習以增進自己的小提琴能力，渡過為期共四輪的音樂比賽。在這段期間，玩家過程中可以跟參加比賽的成員等角色萌生戀愛和友情的種子。練習過程、角色之間的相處互動、比賽結果等都是影響親密度與對手值的極大要素。
到了二代，遊戲則進化成要與過去的比賽敵手一同合奏讓演奏會成功。故事舞台是在一代比賽結束後的秋～冬天，玩家要與原本是敵手的男性角色一同練曲，以完成各項演奏會的目標。比起前作，二代加入了更多日常校園生活之描述，以及友情戀愛方面的要素。除了要提升自身的熟習度外，與合奏伙伴的練習在二代成為非常重要的關鍵。二代也加入了兩個新角色：轉學生加地葵＆理事長吉羅曉彥。

## 漫畫
作畫皆由吳由姬負責。
| 冊數              | 白泉社         | 白泉社                 | 長鴻出版社     | 長鴻出版社             |
| 冊數              | 發售日期       | ISBN                   | 發售日期       | EAN / ISBN             |
| 金色琴弦          | 金色琴弦       | 金色琴弦               | 金色琴弦       | 金色琴弦               |
| ----------------- | -------------- | ---------------------- | -------------- | ---------------------- |
| 1                 | 2004年3月5日   | ISBN 978-4-592-18071-5 | 2005年12月6日  | EAN 471-0765-20026-8   |
| 2                 | 2004年8月5日   | ISBN 978-4-592-18072-2 | 2005年12月17日 | EAN 471-0765-20084-8   |
| 3                 | 2005年2月5日   | ISBN 978-4-592-18073-9 | 2005年12月29日 | EAN 471-0765-20100-5   |
| 4                 | 2005年8月5日   | ISBN 978-4-592-18074-6 | 2006年7月10日  | EAN 471-0765-20599-7   |
| 5                 | 2006年1月5日   | ISBN 978-4-592-18075-3 | 2006年12月21日 | EAN 471-0765-20995-7   |
| 6                 | 2006年5月2日   | ISBN 978-4-592-18076-0 | 2007年4月16日  | EAN 471-0765-21361-9   |
| 7                 | 2006年10月5日  | ISBN 978-4-592-18077-7 | 2007年8月3日   | EAN 471-0765-21669-6   |
| 8                 | 2007年3月5日   | ISBN 978-4-592-18078-4 | 2008年1月2日   | EAN 471-2805-82050-4   |
| 9                 | 2007年10月5日  | ISBN 978-4-592-18079-1 | 2008年5月10日  | EAN 471-2805-82371-0   |
| 10                | 2008年3月5日   | ISBN 978-4-592-18080-7 | 2008年8月13日  | EAN 471-2805-82555-4   |
| 11                | 2008年9月5日   | ISBN 978-4-592-18671-7 | 2008年12月24日 | EAN 471-2805-82899-9   |
| 12                | 2009年3月5日   | ISBN 978-4-592-18672-4 | 2009年8月20日  | EAN 471-1552-44458-2   |
| 13                | 2009年8月5日   | ISBN 978-4-592-18673-1 | 2009年12月28日 | EAN 471-1552-44848-1   |
| 14                | 2010年2月5日   | ISBN 978-4-592-18674-8 | 2010年7月21日  | EAN 471-3469-35324-7   |
| 15                | 2010年10月5日  | ISBN 978-4-592-18675-5 | 2011年1月21日  | EAN 471-3469-35821-1   |
| 16                | 2010年12月29日 | ISBN 978-4-592-18676-2 | 2011年4月22日  | EAN 471-6814-19007-8   |
| 17                | 2011年7月5日   | ISBN 978-4-592-18677-9 | 2011年11月4日  | EAN 471-6814-19444-1   |
| 金色琴弦 大學生篇 |                |                        |                |                        |
| 1                 | 2018年9月5日   | ISBN 978-4-592-21109-9 | 2019年1月16日  | ISBN 978-986-504-003-1 |
| 2                 | 2019年6月5日   | ISBN 978-4-592-21148-8 | 2020年10月16日 | ISBN 978-986-504-586-9 |
| 3                 | 2020年2月5日   | ISBN 978-4-592-21149-5 | 2020年10月16日 | ISBN 978-986-504-587-6 |
| 4                 | 2020年12月4日  | ISBN 978-4-592-21150-1 | 2024年5月8日   | ISBN 978-6-260-08276-5 |
| 5                 | 2021年8月5日   | ISBN 978-4-592-21208-9 | 2024年7月3日   | ISBN 978-6-260-08969-6 |
| 6                 | 2022年4月5日   | ISBN 978-4-592-21209-6 |                |                        |
| 7                 | 2023年2月3日   | ISBN 978-4-592-21210-2 |                |                        |
| 8                 | 2024年3月5日   | ISBN 978-4-592-22155-5 |                |                        |

菩提樹寮的抒情調～金色琴弦系列～（菩提樹寮のアリア ─金色のコルダシリーズ─）全4卷
| 冊數 | 白泉社        | 白泉社                 | 長鴻出版社    | 長鴻出版社           |
| 冊數 | 發售日期      | ISBN                   | 發售日期      | EAN                  |
| ---- | ------------- | ---------------------- | ------------- | -------------------- |
| 1    | 2012年6月5日  | ISBN 978-4-592-19326-5 | 2012年8月14日 | EAN 471-5409-85212-4 |
| 2    | 2013年1月4日  | ISBN 978-4-592-19327-2 | 2013年7月16日 | EAN 471-5409-85892-8 |
| 3    | 2013年7月5日  | ISBN 978-4-592-19328-9 | 2014年1月23日 | EAN 471-5409-86260-4 |
| 4    | 2013年12月5日 | ISBN 978-4-592-19329-6 | 2014年10月4日 | EAN 471-5409-86711-1 |

金色琴弦 Blue♪Sky（金色のコルダ Blue♪Sky）全2卷
| 冊數 | 白泉社       | 白泉社                 | 長鴻出版社    | 長鴻出版社             |
| 冊數 | 發售日期     | ISBN                   | 發售日期      | ISBN                   |
| ---- | ------------ | ---------------------- | ------------- | ---------------------- |
| 1    | 2014年4月4日 | ISBN 978-4-592-19519-1 | 2015年2月12日 | ISBN 978-957-516-563-5 |
| 2    | 2014年8月5日 | ISBN 978-4-592-19520-7 | 2015年4月9日  | ISBN 978-957-516-709-7 |

金色琴弦4 ―four―（金色のコルダ4 ─four─）全1卷
| 冊數 | 白泉社        | 白泉社                 | 長鴻出版社     | 長鴻出版社             |
| 冊數 | 發售日期      | ISBN                   | 發售日期       | ISBN                   |
| ---- | ------------- | ---------------------- | -------------- | ---------------------- |
| 全   | 2017年12月5日 | ISBN 978-4-592-19646-4 | 2018年12月12日 | ISBN 978-986-474-941-6 |

## 電視動畫

### 製作人員
- 原作 - 光榮
- 角色設定 - 吳由姬
- 監修 -
- 監督 - 於地紘仁
- 系列構成 - 吉田玲子
- 總作畫監督 - 藤岡真紀
- 美術監督 - 柴田千佳子
- 色彩設計 - 有尾由紀子
- 攝影監督 - 松崎信也
- 音響監督 - 菊田浩巳
- 音樂 - 田尻光隆
- 動畫製作 -
- 製作 - 琴弦製作委員會（株式会社コーエー、ANIPLEX、白泉社、TYO）
- 台灣配音領班 - 李景唐

### 角色樂器演奏者
- 日野香穗子（小提琴演奏：中島優紀）
- 月森蓮（小提琴演奏：室屋光一郎）
- 柚木梓馬（長笛演奏：遠藤慎）
- 火原和樹（小號演奏：阿部一樹）
- 王崎信武（小提琴演奏：室屋光一郎）
- 志水桂一（大提琴演奏：多井智紀）
- 土浦梁太郎（鋼琴演奏：岡田將)
- 加地葵（中提琴演奏：松本有理)
- 卫藤桐也（小提琴演奏：依田真宣)
- 冬海笙子（單簧管演奏：西崎智子）
- 金澤紘人（歌唱：所谷直生）

### 主題曲
第一季
片頭曲 "Brand New Breeze"
歌 - 
片尾曲 "CRESCENDO"
歌 - stella quintet（由主要男性角色月森・土浦・志水・火原・柚木五人所組成的特別團體）
第二季
片尾曲 " ～The score in blue～"
歌 - stella quintet+（由主要男性角色月森・土浦・志水・火原・柚木+加地六人所組成的特別團體）
插入曲 "You're in my heart"
歌 - 加地 葵（宮野真守）

### 製作人員
- 原作：Tecmo Koei Games《金色琴絃3》
- 監修：Ruby Party
- 總監督：於地紘仁
- 監督：名取孝浩
- 系列構成：大知慶一郎
- 角色原案：吳由姬
- 角色設計：藤岡真紀
- 音響監督：菊田浩巳
- 動畫製作：TYO Animations
- 製作著作：星奏學院管絃樂隊部

### 主題曲
片頭曲
"WINGS TO FLY"
作詞：石川絵理 / 作曲·編曲：島崎貴光 / 歌：Maestro Fields - 如月響也（福山潤）、如月律（小西克幸）、
八木澤雪広（伊藤健太郎）、東金千秋（谷山紀章）、冥加玲士（日野聰）
片尾曲
"Andante"（第1話 - 第3話）
作詞：石川絵理 / 作曲：川崎裡実 / 編曲：森谷敏紀 / 歌：星奏學院オーケストラ部 - 如月響也（福山潤）、
如月律（小西克幸）、榊大地（內田夕夜）、水嶋悠人（水橋かおり）
《Andante~featuring 至誠館高校》（第4話 - 第6話）
歌：至誠館高校吹奏樂部 - 八木澤雪広（伊藤健太郎）、火積司郎（森田成一）、水嶋新（岸尾だいすけ）
《Andante~featuring 神南高校》（第7話、第8話）
歌：神南高校管絃樂部 - 東金千秋（谷山紀章）、土岐蓬生（石川英郎）、芹澤睦（細谷佳正）
《Andante~featuring 橫濱天音學園高校》（第9話 - 第11話）
歌：橫濱天音學園高校室內樂部 - 冥加玲士（日野聰）、天宮靜（宮野真守）、七海宗介（増田ゆき）
《Andante~featuring All of Main Characters》（第12話）
歌：星奏學院オーケストラ部 - 如月響也（福山潤）、如月律（小西克幸）、榊大地（內田夕夜）、水嶋悠人（水橋かおり）、
至誠館高校吹奏樂部 - 八木澤雪広（伊藤健太郎）、火積司郎（森田成一）、水嶋新（岸尾だいすけ）、
神南高校管絃樂部 - 東金千秋（谷山紀章）、土岐蓬生（石川英郎）、芹澤睦（細谷佳正）、
橫濱天音學園高校室內樂部 - 冥加玲士（日野聰）、天宮靜（宮野真守）、七海宗介（増田ゆき）

### 各話列表
第一季：金色琴弦～primo passo～
1. 無法置信的前奏曲（ありえないプレリュード）
2. 前途多難的嘉禾舞曲（前途多難なガヴォット）
3. 匿名希望的蕭邦（匿名希望のショパン）
4. 心情迷惘的華爾滋（迷い心のワルツ）
5. 赤腳的顫音（裸足のヴィブラート）
6. 忐忑不安的波卡舞曲（胸騒ぎのポルカ）
7. 秘密的二重奏（秘めやかなデュエット）
8. 心連心的卡農（こころ紡ぐカノン）
9. 安祥的協奏曲（安らぎのコンチェルト）
10. 孤高的演奏名家（孤高のヴィルトゥオーソ）
11. 白與黑的慢板（白と黒のアダージョ）
12. 內疚的極弱音（後ろめたさのピアニッシモ）
13. 無法替代的旋律（かけがえなきメロディ）
14. 少女情懷的奇想曲（乙女心のカプリチオ）
15. 心動的詠嘆調（高鳴る胸のアリア）
16. 騙人的小提琴（うそつきなヴァイオリン）
17. 焦躁的漸強（焦躁のクレッシェンド）
18. 傷心的組曲（傷心のパルティータ）
19. 失落的帕望舞曲（失くした心のパヴァーヌ）
20. 欲哭的迴旋曲（涙色のロンド）
21. 再次,行板（もう一度、アンダンテ）
22. 為你而奏的號聲（君のためのファンファーレ）
23. 我們的裝飾奏（俺たちのカデンツァ）
24. 滿足的和聲（心満たすハーモニー）
25. 愛的聖母頌（愛しのアヴェ・マリア）
26. SP < 特別編 > . 夏的安可曲（ひと夏のアンコール）

第二季：金色琴弦～secondo passo～
1. 第一集 第一樂章 於2009年3月26日放送
2. 第二集 第二樂章 於2009年6月5日放送

## 相關書籍

### 漫畫
- 金色琴弦 官方同人漫畫選集（コミック　金色のコルダ カーニバル）第1－14卷
- 金色琴弦 ～primo passo～ 四格漫畫協奏曲（コミック 金色のコルダ～primo passo～ 4コマ協奏曲）第1－3卷

### 小說
- 金色琴弦 能為妳所做的事（金色のコルダ 君のためにできること）
- 金色琴弦 就是喜歡妳的音色（金色のコルダ 君の音色が好きだから）

### 遊戲情報攻略
- 金色琴弦 官方導覽書（金色のコルダ オフィシャルガイド）
- 金色琴弦 情報手冊（金色のコルダ ハンドブック）
- 金色琴弦 完全導覽（金色のコルダ コンプリートガイド）
- 金色琴弦 戀愛指南書（金色のコルダ エキスパートガイド）
- 金色琴弦 完全養成講座（金色のコルダ マエストロ養成講座）
- 金色琴弦 PSP版攻略手冊（金色のコルダ ガイドブック）
- 金色琴弦2 官方導覽書（金色のコルダ2 オフィシャルガイド）
- 金色琴弦2 完全導覽(上)（金色のコルダ2 コンプリートガイド(上)）
- 金色琴弦2 完全導覽(下)（金色のコルダ2 コンプリートガイド(下)）

### 設定資料
- 金色琴弦 回憶冊－完全設定資料集－（－完全設定資料集－）ISBN 4-7758-0247-X
- 金色琴弦 畫冊～與妳共奏的夢想組曲～（金色のコルダ ビジュアルブック ～君と奏でる夢の組曲～）ISBN 4-7758-0246-1
- 金色琴弦 ～primo passo～ 世界導覽（金色のコルダ～primo passo～ ワールドナビ）ISBN 4-7758-0488-X
- 金色琴弦 ～primo passo～ 地區指南 橫濱星光MAP（金色のコルダ~primo passo~ エリアガイド 横浜ステラMAP）

### 古典樂入門
- 金色琴弦 古典樂第一課堂（金色のコルダ クラシックファーストレッスン）
- 金色琴弦 古典樂第二課堂（金色のコルダ クラシックファーストレッスン2）
- 金色琴弦 古典樂完全瞭解BOOK（金色のコルダ クラシックまるわかりBOOK）ISBN 4-7758-0491-X

### 其他
- 金色琴弦 金弦通信 1st演奏會（通信 1st）ISBN 4-7758-0267-4
- 金色琴弦 金弦通信 2nd演奏會（通信 2nd）ISBN 4-7758-0344-1
- 金色琴弦 星奏學院學內音樂演奏會樂譜集（金色のコルダ 星奏学院学内音楽コンクール楽譜集）
- 金色琴弦～primo passo～ 蓋章之旅 in 橫濱 Stella Note（金色のコルダ～primo passo～ スタンプラリー in 横浜 ステラノート）
- 金色琴弦～primo passo～ 卡司訪談合奏集（金色のコルダ～primo passo～ キャストアンサンブル）

## 廣播節目
金色琴弦～放學後的練習曲～（金色のコルダ～放課後のエチュード～）
- 主持：谷山紀章、小西克幸
- 放送：2005年7月～2006年3月（全39回）

### 相關CD
- 金色琴弦～放學後的練習曲～ 主題曲「Warrior」（金色のコルダ～放課後のエチュード～オープニングテーマ「Warrior」）（歌：谷山紀章）
- 金色琴弦～放學後的練習曲～ 片尾曲「Happy Time」（金色のコルダ～放課後のエチュード～エンディングテーマ「Happy Time」）（歌：谷山紀章、森田成一、福山潤、岸尾大輔、伊藤健太郎）
- 金色琴弦～放學後的練習曲～ 第1樂章（金色のコルダ～放課後のエチュード～ 第1楽章）
- 金色琴弦～放學後的練習曲～ 第2樂章（金色のコルダ～放課後のエチュード～ 第2楽章）
- 金色琴弦～放學後的練習曲～ 第3樂章（金色のコルダ～放課後のエチュード～ 第3楽章）

## 廣播劇、音樂CD

### 廣播劇及綜藝
- 金色琴弦～微風之詼諧曲～（金色のコルダ～微風のスケルツォ～）
- 金色琴弦～枝葉間光影之奏鳴曲～（金色のコルダ～木漏れ日のソナタ～）
- 金色琴弦～反覆無常之遁走曲～（金色のコルダ～気まぐれフーガ～）
- 金色琴弦～甦醒之輪唱曲～（金色のコルダ～目覚めのカノン～）
- 金色琴弦～fantasmagoria～（金色のコルダ～fantasmagoria～）
- 金色琴弦～divertimento～（金色のコルダ～divertimento～）

### 人物歌曲
- 金色琴弦～Stella～（金色のコルダ～Stella～）
- 金色琴弦～espressivo～（金色のコルダ～espressivo～）
- 金色琴弦～espressivo2～（金色のコルダ～espressivo2～）

### 角色系列（動畫）
- 金色琴弦～primo passo～ 角色系列0－前奏曲－（金色のコルダ～primo passo～ キャラクターコレクション0－前奏曲－）
- 金色琴弦～primo passo～ 角色系列1－火原篇－（金色のコルダ～primo passo～ キャラクターコレクション1－火原編－）
- 金色琴弦～primo passo～ 角色系列2－志水篇－（金色のコルダ～primo passo～ キャラクターコレクション2－志水編－）
- 金色琴弦～primo passo～ 角色系列3－土浦篇－（金色のコルダ～primo passo～ キャラクターコレクション3 －土浦編－）
- 金色琴弦～primo passo～ 角色系列4－柚木篇－（金色のコルダ～primo passo～ キャラクターコレクション4 －柚木編－）
- 金色琴弦～primo passo～ 角色系列5－月森篇－（金色のコルダ～primo passo～ キャラクターコレクション5 －月森編－）
- 金色琴弦～primo passo～ 角色系列6－金澤＆王崎篇－（金色のコルダ～primo passo～ キャラクターコレクション6 －金澤＆王崎編－）
- 金色琴弦～primo passo～ 角色系列7－安可秀－（金色のコルダ～primo passo～ キャラクターコレクション7 -カーテンコール-）
- 金色琴弦～primo passo～ Extra MISSION：B×B×B（金色のコルダ～primo passo～ Extra MISSION：B×B×B）

### 古典樂系列（動畫）
- 金色琴弦～primo passo～ 古典系列－第1選拔篇－（金色のコルダ～primo passo～ クラシック・コレクション －第1セレクション編－）
- 金色琴弦～primo passo～ 古典系列－第2選拔篇－（金色のコルダ～primo passo～ クラシック・コレクション －第2セレクション編－）
- 金色琴弦～primo passo～ 古典系列－第3選拔篇－（金色のコルダ～primo passo～ クラシック・コレクション －第3セレクション編－）
- 金色琴弦～primo passo～ 古典系列－最終選拔篇－（金色のコルダ～primo passo～ クラシック・コレクション －最終セレクション編－）
- 金色琴弦～primo passo～ 古典系列－利利的古典音樂一點通特別篇－（金色のコルダ～primo passo～ クラシック・コレクション －リリのワンポイント・クラシック・スペシャル編－）
- 金色琴弦～primo passo～ 古典系列－White Day Edition－（金色のコルダ～primo passo～ クラシック・コレクション －White Day Edition－）

## DVD

### 綜藝
- 金色琴弦～primavera～（金色のコルダ～primavera～）
- 金色琴弦～primavera2～（金色のコルダ～primavera2～）
- 金色琴弦～primavera3～grand finale（金色のコルダ～primavera3～grand finale）

### 活動紀錄
- Neo Romance Festa 6（ライヴビデオ ネオロマンス・フェスタ 6）
- Neo Romance Live 2004 Summer（ライヴビデオ ネオロマンス・ライヴ 2004 Summer）
- Neo Romance Festa 7（ライヴビデオ ネオロマンス・フェスタ 7）
- Neo Romance Festa 8（ライヴビデオ ネオロマンス・フェスタ 8）
- Neo Romance A LAMODE（ライヴビデオ ネオロマンス・アラモード）
- Neo Romance Live 2005 Winter（ライヴビデオ ネオロマンス・ライヴ 2005 Winter）
- Neo Romance A LAMODE 2（ライヴビデオ ネオロマンス・アラモード 2）
- Neo Romance Live 2006 Autumn（ライヴビデオ ネオロマンス・ライヴ 2006 Autumn）
- Neo Romance 金色琴弦～primo passo～星奏學院祭（ライブビデオ ネオロマンス・フェスタ 金色のコルダ～primo passo～星奏学院祭）

## 外部連結
- 電玩版「金色琴弦」Neo Romance官方網頁（日語）
- 動畫版「金色琴弦 ～primo passo～」官方網頁（日語）
- 動畫版「金色琴弦 ～secondo passo～」官方網頁（日語）
- 動畫版「金色琴弦 ～primo passo～」KOEI官方網頁（日語）
- 動畫版「金色琴弦 ～primo passo～」東京電視台官方網頁（日語）
- 電玩版「金色琴弦2」官方網頁 （页面存档备份，存于）（日語）
- PSP版「金色琴弦2f」官方網頁（日語）

| 日本 東京電視台 星期日25:00節目（星期一1:00） | 日本 東京電視台 星期日25:00節目（星期一1:00） | 日本 東京電視台 星期日25:00節目（星期一1:00） |
| --------------------------------------------- | --------------------------------------------- | --------------------------------------------- |
|                                               | 金色琴弦 （2006年10月 - 2007年3月）           |                                               |
| ARIA The NATURAL                              |                                               |                                               |

| 台灣 Animax 星期一至五21:00-21:30節目 | 台灣 Animax 星期一至五21:00-21:30節目     | 台灣 Animax 星期一至五21:00-21:30節目 |
| ------------------------------------- | ----------------------------------------- | ------------------------------------- |
|                                       | 金色琴弦 （2008年5月29日 - 2008年7月3日） |                                       |
| 地獄少女                              | 聖魔之血                                  |                                       |

| 香港 Animax 星期三22:00節目 | 香港 Animax 星期三22:00節目                | 香港 Animax 星期三22:00節目 |
| --------------------------- | ------------------------------------------ | --------------------------- |
|                             | 金色琴弦 （2008年8月13日 - 2008年11月5日） |                             |
| 不思議遊戲 OVA 永光傳       | REC                                        |                             |